# ذلافيات
الذلافيات (الاسم العلمي Benthesicymidae)، فصيلة حيوانات بحرية من القشريات (الروبيان) ورتبة عشريات الأرجل.